# قطعنامه ۱۶۰۶ شورای امنیت
قطعنامه ۱۶۰۶ شورای امنیت سازمان ملل متحد که در تاریخ ۲۰ ژوئن ۲۰۰۵ تصویب شد، سندی بین‌المللی دربارهٔ بررسی وضعیت بوروندی است. این قطعنامه طی نشست ۵۲۰۷ام با ۱۵ رای موافق، ۰ مخالف و ۰ ممتنع تصویب شد.